# 臧宾如
臧宾如（？—？），中国春秋时期鲁国政治人物，臧孙氏。
前487年秋季，鲁国和齐国讲和。九月，臧宾如到齐国结盟。齐国闾丘明来鲁国结盟，迎接季姬回齐，齐悼公对季姬很宠爱。